# The Day of the Jackal
The Day of the Jackal é um filme franco-britânico de 1973, do gênero suspense, dirigido por Fred Zinnemann, e com roteiro baseado no romance homônimo de Frederick Forsyth.
O romance é baseado em uma tentativa de fato de assassinar o presidente francês Charles de Gaulle, que aconteceu em 1963, por obra de Jean Bastien-Thiry. O carro onde estava De Gaulle chegou a ser metralhado. Thiry era um funcionário público francês insatisfeito em perder seu cargo na Argélia, em virtude da independência do país promovida por De Gaulle.

## Sinopse
Ao descolonizar a Argélia, Charles de Gaulle provocou o descontentamento de parte da sociedade francesa e de oficiais de direita do exército francês. Uma organização clandestina conhecida como OAS, formada por antigos militares desertores, contrata um assassino profissional conhecido apenas como Chacal. Chacal tem sua identidade incógnita em virtude de ter trabalhado como assassino para vários serviços secretos (inclusive a CIA e o SIS) no pós-guerra. Ele começa por planejar a morte do famoso presidente francês para o dia 25 de Agosto de 1963 e, implacavelmente, vai eliminando tudo que possa interferir na sua missão. Cabe ao comissário de polícia Loyd tentar capturar Chacal antes que este consuma seu atentado. 

## Elenco principal
- Edward Fox .... Chacal
- Terence Alexander .... Lloyd
- Michael Auclair .... coronel Rolland
- Alan Badel .... ministro
- Tony Britton .... inspetor Thomas
- Denis Carey .... Casson
- Adrien Cayla-Legrand .... presidente Charles de Gaulle
- Maurice Denham .... general Colbert
- Vernon Dobtcheff .... interrogador
- Jacques François .... Pascal
- Olga Georges-Picot .... Denise
- Raymond Gérôme .... Flavigny
- Barrie Ingham .... St. Clair
- Derek Jacobi .... Caron
- Michael Londsdale.... detetive Lebel
- Delphine Seyrig .... Colette de Montpelier

## Principais prémios e nomeações
Óscar 1974 (EUA)
- Indicado na categoria de melhor edição[3]

Globo de Ouro 1974 (EUA)
- Indicado
  - Melhor filme – drama[4]

- - Melhor realizador[4]

- - Melhor argumento[4]

BAFTA 1974 (Reino Unido)
- Venceu na categoria de melhor edição[carece de fontes?].
- Nomeado nas categorias de melhor filme[carece de fontes?], melhor realizador[carece de fontes?], melhor ator secundário (Michael Londsdale)[carece de fontes?], melhor atriz secundária (Delphine Seyrig)[carece de fontes?], melhor argumento[carece de fontes?] e melhor banda sonora :O Chacal-José Hortênsio Marques